# WestJet Encore
WestJet Encore là hãng hàng không khu vực của Canada bắt đầu hoạt động vào năm 2013. Nó thuộc sở hữu của WestJet Airlines, Ltd. cũng là công ty mẹ của WestJet Airlines. Hãng hàng không có trụ sở tại Calgary, Alberta. Để đáp ứng các nghiên cứu thị trường nội bộ về các hạn chế tăng trưởng trong tương lai của WestJet Airlines chỉ vận hành dòng máy bay Boeing 737, WestJet Encore được thành lập để tăng tần suất bay bằng cách sử dụng máy bay nhỏ hơn, cũng như bắt đầu tuyến.
Hãng vận hành máy bay Bombardier Q400 NextGen, một biến thể của Bombardier Dash 8. Hãng hàng không này là nhà khai thác lớn thứ tư sê ri máy bay Bombardier Q400. Các căn cứ thí điểm ở Calgary và Toronto, nơi nhiều chuyến bay của WestJet Encore hoạt động. Dịch vụ hàng không ban đầu được bắt đầu ở Tây Canada, nhưng các tuyến đường ở nửa phía đông của đất nước đã được thêm vào sau đó.
Hãng hàng không này là hãng hàng không giá rẻ. Ban đầu nó được bố trí nhân viên phi công đoàn nhưng các phi công đã kết hợp. Thực phẩm có sẵn để mua. WestJet Encore tham gia chương trình WestJet Rewards, chương trình khách hàng thường xuyên có doanh thu cung cấp các giải thưởng giảm giá chuyến bay.

## Đội tàu bay

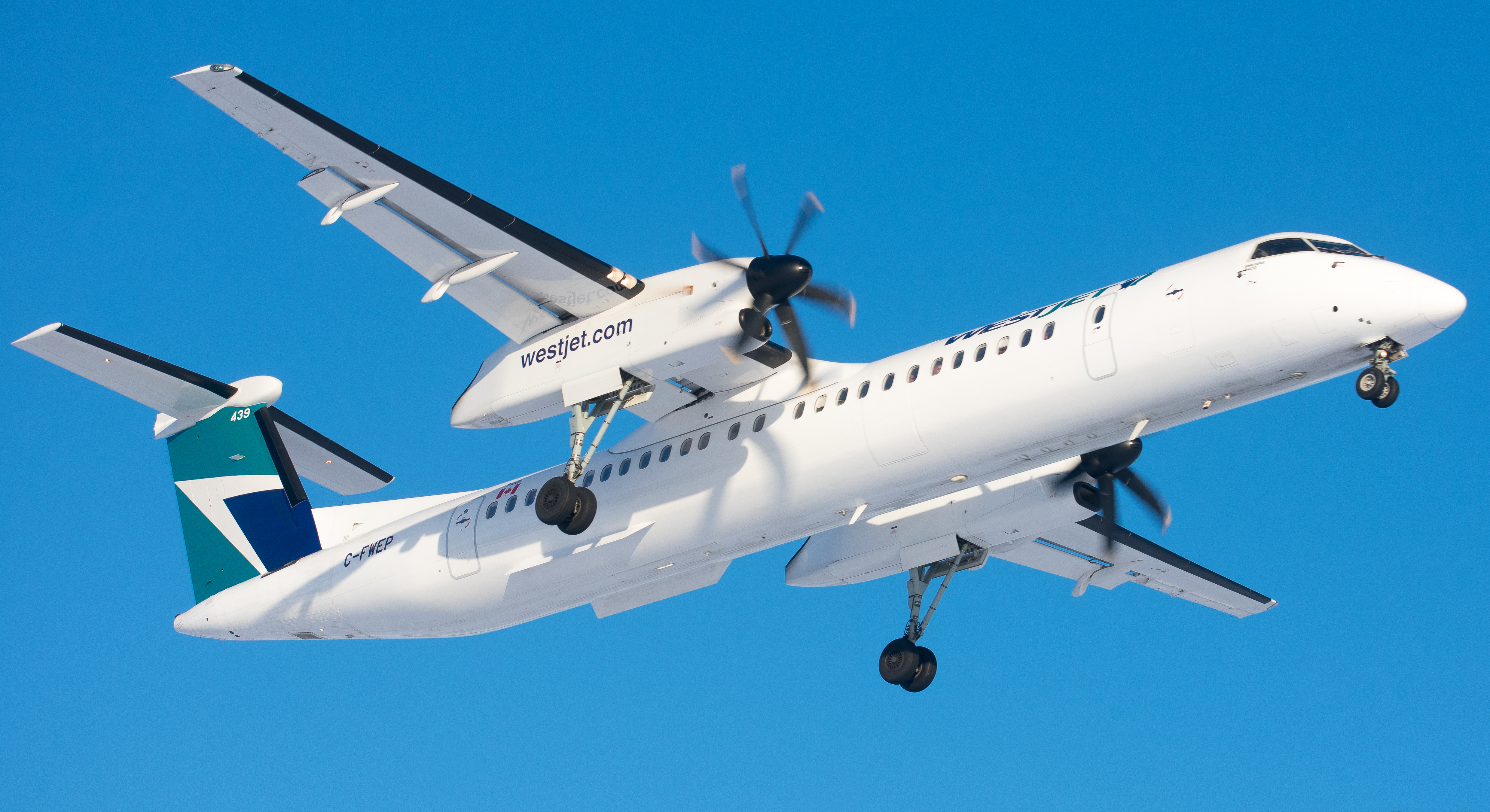
WestJet Encore Bombardier Q400 NextGen đang hạ cánh

Tính đến tháng 5 năm 2018, đội tàu bay của WestJet Encore bao gồm các tàu bay sau: